# شهریارک بال‌لکه‌ای
شهریارک بال‌لکه‌ای (نام علمی: Symposiachrus guttula) نام یک گونه از سرده شهریارک‌های رنگ‌پریده است.